# 海德米勒
海德米勒是德国巴伐利亚州的一个市镇。总面积21.03平方公里，总人口1388人，其中男性703人，女性685人（2011年12月31日），人口密度66人/平方公里。